# Cloreto de cromo(IV)
Chromium(IV) chloride, ou tetracloreto de cromo, (CrCl4) é um composto instável de cromo sintetizado pela reação do cloreto de cromo(III) com o gás cloro em temperaturas elevadas. Decompõe-se a essas substâncias em temperatura ambiente.